# Flaminia (película de 2024)
Flaminia es una película de comedia italiana de 2024, dirigida por Michela Giraud.

## Sinopsis
Flaminia De Angelis, investigadora de la Universidad La Sapienza, es una treintañera residente en el norte de Roma, que pasa los días con sus amigas Vittoria, Costanza y Diletta, gastando el dinero familiar en ropa de diseño, centros de bienestar y gimnasio. Presionada por su madre, Flaminia está a punto de casarse con Alberto, hijo de un importante diplomático italiano, lo que coronaría el tan esperado ascenso social de la familia De Angelis. La chica, aunque es consciente de que su novio ha tenido aventuras con todas sus amigas y es adicto a las drogas, parece convencida de su elección y fija fecha para la boda.
Unas semanas antes de la ceremonia, Ludovica, hija de su padre de una relación anterior y que padece trastornos del espectro autista, irrumpe en la casa de la familia. Ludovica debe mudarse con la familia después de ser expulsada de una comunidad terapéutica por prender fuego a su habitación. A partir de ese momento, Ludovica estará dispuesta a destruir el matrimonio de Flaminia, quien hará todo lo posible para llevar a su hermana de regreso a la comunidad de donde proviene, temerosa de que pueda poner en peligro su ascenso social. Sin embargo, los diferentes caracteres de las dos hermanas sacarán en la protagonista todas las hipocresías con las que creía poder vivir, llevándolas a reavivar su olvidada relación infantil.

## Reparto
- Michela Giraud como Flaminia De Angelis
- Antonello Fassari como Guido Maria De Angelis
- Lucrezia Lante della Rovere como Francesca
- Francesca Valtorta como Diletta
- Ludovica Bizzaglia como Costanza
- Catherine Bertoni de Laet como Vittoria
- Edoardo Purgatori como Alberto
- Andrea Purgatori como De Rotier
- Rita Abela como Ludovica